# Saint-Paulien
Saint-Paulien je naselje in občina v jugovzhodnem francoskem departmaju Haute-Loire regije Auvergne. Leta 2012 je naselje imelo 2.411 prebivalcev.

## Geografija
Kraj leži v pokrajini Velay (Languedoc) 15 km severozahodno od Le Puy-en-Velaya.

## Uprava
Saint-Paulien je sedež istoimenskega kantona, v katerega so poleg njegove vključene še občine Bellevue-la-Montagne, Blanzac, Borne, Céaux-d'Allègre, Chaspuzac, Fix-Saint-Geneys, Lissac, Loudes, Saint-Didier-d'Allier, Saint-Geneys-près-Saint-Paulien, Saint-Jean-de-Nay, Saint-Privat-d'Allier,  Saint-Vidal, Sanssac-l'Eglise, Vazeilles-Limandre, Vergezac, Vernassal in Le Vernet z 9.914 prebivalci (v letu 2012).
Kanton Saint-Paulien je sestavni del okrožja Le Puy-en-Velay.

## Zanimivosti
- romanska cerkev sv. Jurija iz 12. stoletja, francoski zgodovinski spomenik od leta 1840,
- ostanki galo-rimske naselbine, muzej,
- grad Château de la Rochelambert.